# Tadeusz Urbańczyk (pedagog)

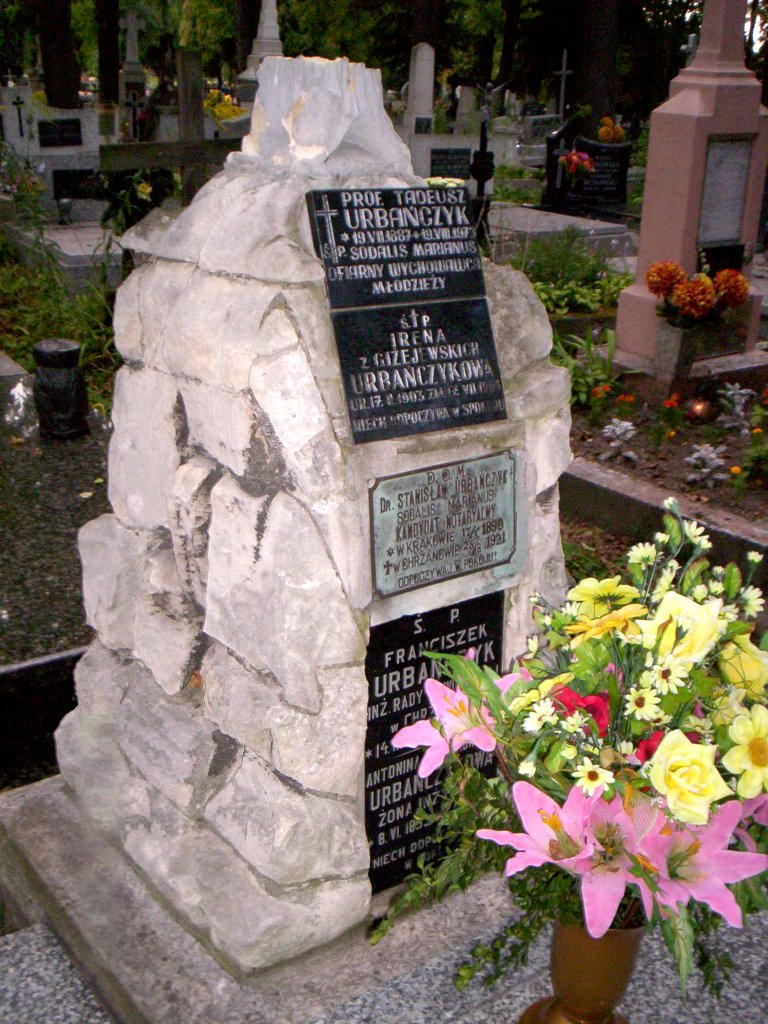
Grób Tadeusza Urbańczyka na cmentarzu w Chrzanowie

Tadeusz Urbańczyk (ur. 19 lipca 1887 w Krakowie, zm. 19 sierpnia 1973 w Chrzanowie) – profesor gimnazjalny filologii polskiej, klasycznej i germanistyki, chrzanowski pedagog i działacz kulturalny.

## Życiorys
Uczęszczał do Gimnazjum oo. Jezuitów w Chyrowie, a następnie studiował na Uniwersytecie Jagiellońskim. Po ukończeniu studiów zamieszkał w domu rodzinnym w Chrzanowie przy Alei Henryka i podjął działalność nauczycielską w miejscowym gimnazjum. W roku 1927 poślubił Irenę Giżejewską, nauczycielkę geografii.

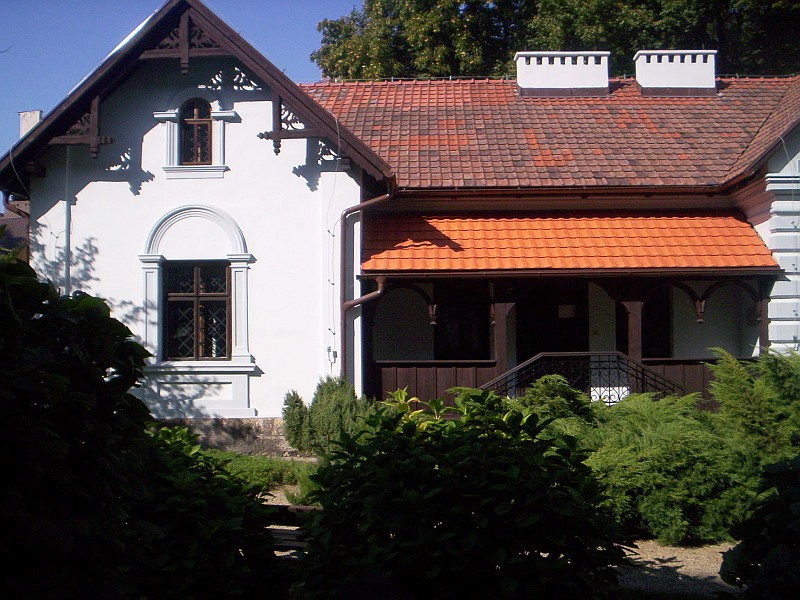
Muzeum "Dom Urbańczyka"

W Gimnazjum, a następnie Liceum Ogólnokształcącym w Chrzanowie nauczał języka polskiego, łacińskiego i greckiego oraz historii i geografii, w okresie międzywojennym prowadził chór i orkiestrę oraz koło naukowe. Był dyrygentem chóru męskiego "Żaby" oraz reżyserem miejskiego teatru amatorskiego. W czasie II wojny światowej prowadził w domu tajne nauczanie młodzieży.
W roku 1981 władze Chrzanowa odkupiły od spadkobierców Tadeusza Urbańczyka jego zabytkowy dom, by w 1985 roku otworzyć tam oddział miejscowego muzeum.
Pochowany na cmentarzu parafialnym w Chrzanowie (kw. 1). Patron jednej z ulic w Chrzanowie.